# Американско военно правителство в Корея
Американското военно правителство в Корея (на корейски: 재조선 미육군 사령부 군정청) е официално управляващият орган на южната половина на Корейския полуостров от 8 септември 1945 г. до 15 август 1948 г.
Страната в този период е опустошена от политически и икономически хаос, който възниква поради различни причини. Последиците от японската окупация все още се усещат в окупираната зона, както и в съветската зона на север. Народното недоволство произтича от подкрепата на американското военно правителство за японското колониално правителство. След като то е отстранено, американците задържат бившите губернатори на Япония като съветници, пренебрегват, цензурират и насилствено разпускат Народна република Корея (НРК). Накрая, подкрепят ООН, които разделят страната.
Освен това американските военни са до голяма степен неподготвени за предизвикателството да администрират страната, пристигайки без знание на езика или политическата ситуация. По този начин много от техните политики имат непредвидени дестабилизиращи ефекти. Вълните от бежанци от Северна Корея (оценени на 400 000) и завърналите се от чужбина също допринасят за размириците в страната.

## История
След капитулацията на Япония, разделението на 38-ия паралел бележи началото на съветско и американско командване над Севера и Юга, съответно. Американските сили се приземяват в Инчон на 8 септември 1945 г. и скоро след това основават военно правителство. Силите, кацащи в Инчон, са от XXIV корпус на 10-а армия на САЩ. Те са командвани от генерал-лейтенант Джон Р. Ходж, който впоследствие поема функциите на правителството. 4 дни преди да пристигне в Корея, Ходж казва на офицерите си, че Корея „е враг на Съединените щати“.
На 9 септември, по време на капитулацията, Ходж обявява, че японското колониално правителство ще остане непокътнато, включително персонала и губернатора. След голям протест, Ходж заменя генерал-губернатора с американец и отстранява всички японски началници на бюрата, въпреки че той на свой ред призовава бившите японски бюрократи като съветници.
Изправена пред нарастващо народно недоволство, през октомври 1945 г. Ходж създава корейския консултативен съвет. По-голямата част от местата в Съвета са предоставени на членовете на Корейската демократическа партия, която е създадена под насърчаването на САЩ и е съставена главно от големи собственици на земя, богати бизнесмени и бивши длъжностни лица в колониалното правителство. Няколко от тях вместо това критикуват назначените от Съвета, за сътрудничеството си с японците.
През декември 1945 г. Съединените щати и Съветският съюз се съгласяват да администрират страната под Съвместната комисия между САЩ и Съветския съюз, както е посочено от Московската конференция на външните министри. Договорено е, че Корея ще се управлява независимо след четири години международен надзор. Въпреки това, САЩ и СССР одобряват правителствата в съответните им половини, като всяка от е благоприятна за политическата идеология на окупационната власт. От много гледни точки може да се твърди, че не всички корейци задължително са облагодетелствани от тези договорености. На юг временният законодателен орган и временното правителство са оглавявани съответно от Ким Кю-шук и от Сингам Ре.
САЩ се опитват да овладеят гражданското неподчинение на юг, като забраняват стачките на 8 декември и заклеймяват революционното правителство и народните комисии на 12 декември. Нещата обаче бързо излизат от контрол, макар че на 23 септември 1946 г. стачката става голяма от 8000 железопътни работници в Бусан, които бързо се разпространяват в други градове на юг. На 1 октомври полицията се опитва да контролира бунтовниците в Даге, причинявайки смъртта на трима ученици и наранявания на много други, предизвиквайки масова контраатака, убивайки 38 полицаи. В Йонгшон полицейското управление е атакувано от 10 000 души на 3 октомври, като са убити над 40 полицаи и шеф на окръга. Администрацията на САЩ отговаря, като обявява военно положение, стреляйки по тълпите от демонстранти и убивайки неизвестен брой хора.

### Политика
Макар военното правителство да е враждебно към левицата от самото начало, първоначално толерира дейността на левите политически групи, включително Корейската комунистическа партия. Те се опитват да постигнат равновесие между крайнолевите и крайнодесните групи, насърчавайки умереността. Тези обстоятелства обаче често имат неблагоприятния ефект от разгневяването на мощни лидери като Сингам Ре.
Този период на помирение не трае дълго. В рамките на кратко време военното правителство много разочарова и в крайна сметка забранява популярните организации, които получават подкрепа в рамките на широката общественост, включително Народна република Корея. Оправданието, дадено от военните, е подозрението, че те са приведени в съответствие с комунистическия блок, въпреки че изповядват сравнително умерена позиция в сравнение с действителната Корейска комунистическа партия, която също е забранена по това време.
По времето на разделянето, преобладаващото мнозинство от корейската индустрия е концентрирано на север, докато по-голямата част от земеделската земя е била на юг. През този период са поддържани електропроводи и транспортни връзки, но често и непредсказуемо са отрязвани. Северът, контролиран през този период от Съветския съюз, има способността да причини хаос на юг чрез прекъсване на доставките на електричество или тор и често го прави.
Икономиката на Южна Корея не се справя добре през този период, въпреки че първите основополагащи камъни на възстановяването са успешно положени.

### Разпадане
След конституционното събрание и президентските избори, проведени съответно през май и юли 1948 г., Република Корея е официално провъзгласена на 15 август 1948 г. Американските войски се оттеглят през 1949 г.